# عنقودية خنزيرية
عنقودية خنزيرية (الاسم العلمي:Staphylococcus hyicus) هي نوع من البكتيريا تتبع جنس العنقودية من فصيلة المكورات العنقودية. تم عزلها أصلاً من الالتهابات الجلدية في الخنازير وسميت المكيرة الخنزيزية ثم تم نقلها من جنس المكيرة إلى الجنس الحالي على أساس التشابه المظهري.
العنقودية الخنزيرية هي عامل ممرض حيواني معروف. أنها تسبب مرض جلدي في الماشية والخيول والخنازير. وبشكل أهم هي العامل الممرض للالتهاب الجلدي النضحي المعروف أيضا باسم مرض الخنزير الدهني في صغار الخنازير.